# 1716
Cette page concerne l'année 1716  du calendrier grégorien.
L'année 1716 est une année bissextile qui commence un mercredi.

## Événements
- 3 et 26 février : un tremblement de terre fait 20 000 victimes à Alger. Les secousses durent jusqu’en juin[1].
- 8 février : le négus Yostos d'Éthiopie est déposé par les nobles[2]. David III lui succède (fin de règne en 1721). Il fait construire à Gondar le « Pavillon de l’Allégresse ».

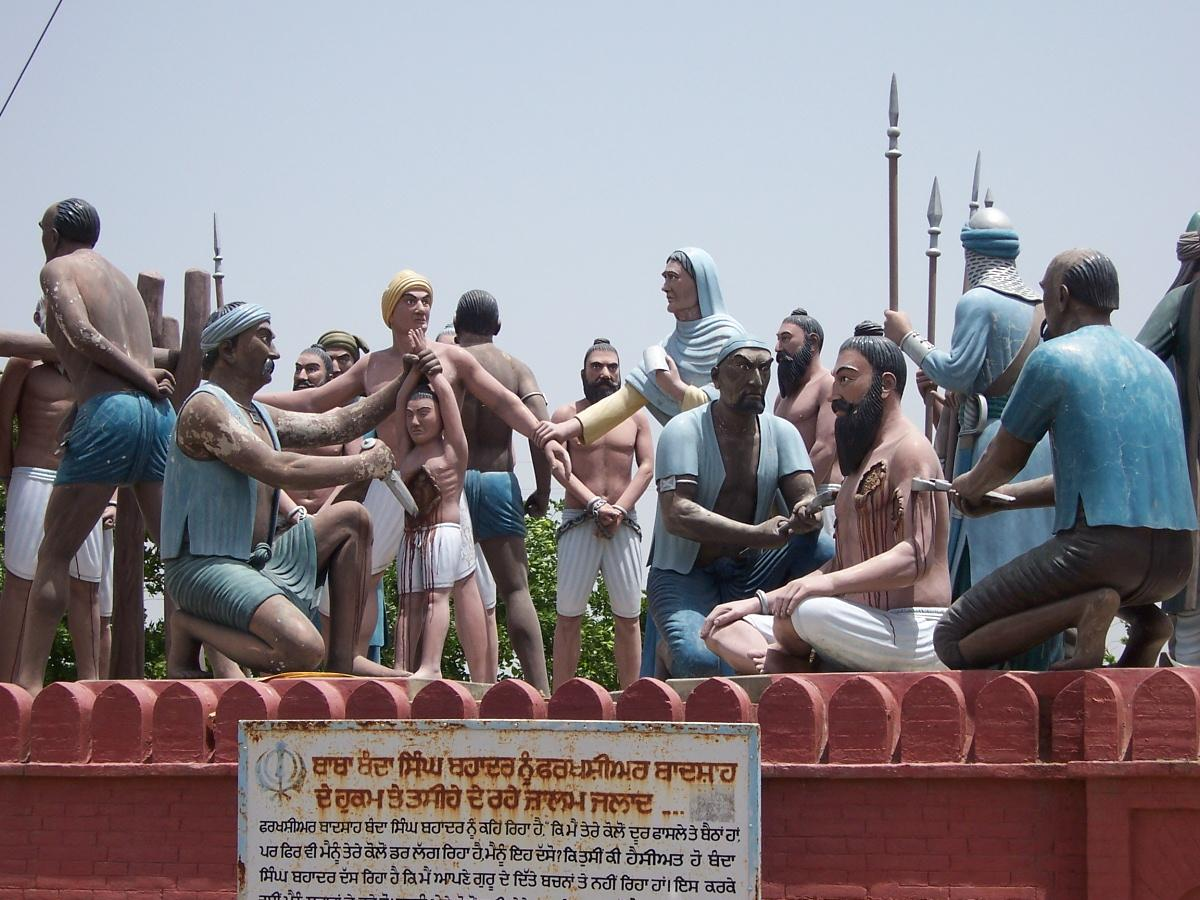
9 juin : martyre de Banda Singh Bahadur.

- 5 mars, Inde : début des exécutions des Sikhs révoltés par les Moghols. Leur chef Banda Singh Bahadur, emprisonné le 7 décembre 1715, est torturé et exécuté le 9 juin[3]. L’État indépendant sikh est écrasé par l’armée impériale moghole.

- 17 mars : Ippolito Desideri atteint Lhassa au Tibet[4]. Il y séjourne jusqu’en 1721.

- 1er mai : les Français commandés par Louvigny, partent de Montréal avec 225 soldats et miliciens ainsi que plusieurs Amérindiens. En Juin-juillet, ils attaquent les Renards dans leur territoire du Wisconsin et obtiennent une capitulation à la Butte des Morts[5].
- 7 juillet : fondation de la Mission Concepcion par les franciscains[6]. Occupation permanente du Texas par les Espagnols.

- 28 septembre, Japon : Yoshimune Tokugawa devient shogun (fin le 20 octobre 1745)[7]. Réformes Kyōhō.

- Mongolie : l’empire mandchou mobilise les khanats des Khalkhas qui lui fournissent les moyens de transports et le ravitaillement pour lutter contre les Dzoungars. L’aïmak de Tsetsen khan doit fournir six mille chameaux, celui de Touchetou cent mille moutons[8].

### Europe
- 16 janvier, Catalogne : décrets de Nueva Planta, traduisant l’abolition des fueros (privilèges) de la Catalogne[9]. Le gouvernement des royaumes aragonais est confié à un capitaine général, gouverneur militaire. Des tribunaux royaux, les audiencas, sont institués. Les privilèges fiscaux sont supprimés pour créer un nouvel impôt de répartition.

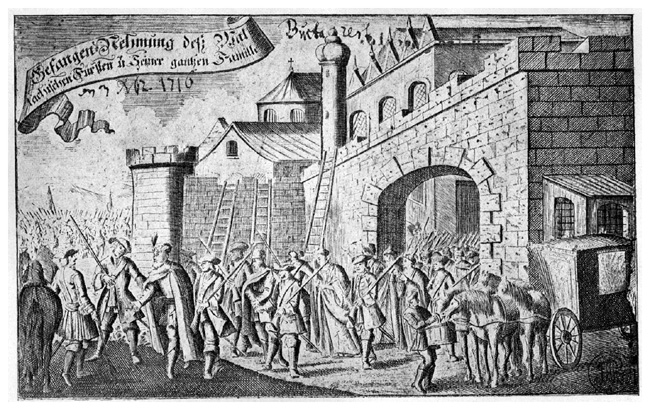
Le hospodar de Valachie Nicolas Mavrocordato est capturé par les troupes des Habsbourg à Curtea de Argeș pendant la guerre austro-turque.

- 21 janvier[10](ou le 13[11]) : Ștefan II Cantacuzino de Valachie est déposé par le sultan et remplacé par Nicolae III Mavrocordat.

- 8 février[12] : le tsar de Russie ordonne le recensement de tous les dissidents du Raskol et prend des mesures fiscales (doublement de l’impôt).

- 8 mars : Charles XII de Suède envahit la Norvège et prend Christiania le 20[13].

- 13 avril : l'empereur romain germanique Charles VI contracte une alliance offensive et défensive avec Venise et déclare la guerre à l'Empire ottoman (fin en 1718)[14].
- 19 avril : les Suédois capitulent à Wismar, leur dernière possession en Allemagne[15].

- 7 mai : Septennial Act au Royaume-Uni : loi électorale qui prolonge de trois à sept ans la durée légale d’un Parlement[16].

- 18 juin (7 juin du calendrier julien)[17] : le prince valaque Stefan Cantacuzène, accusé d’intrigue avec les Autrichiens, est exécuté à Constantinople[10].
- 25 juin : traité de Westminster entre l’empereur Charles VI et Georges Ier[18].

- 5 juillet-21 août : échec du siège de Corfou par les Ottomans, défendue par Johann Matthias von der Schulenburg[19].
- 8 juillet : victoire navale danoise sur la Suède bataille de Dynekilen (en)[20].

- 20-30 juillet : négociation difficile entre Philippe d’Orléans et lord Stair pour traiter une alliance entre la France et le Royaume-Uni. Stanhope arrange à La Haye une rencontre entre l’abbé Dubois et le roi du Royaume-Uni. Les Britanniques réclament la destruction de l’écluse de Mardyck et que le prétendant soit chassé d’Avignon. Malgré la menace d’une alliance franco-russe, l’accord piétine[21].

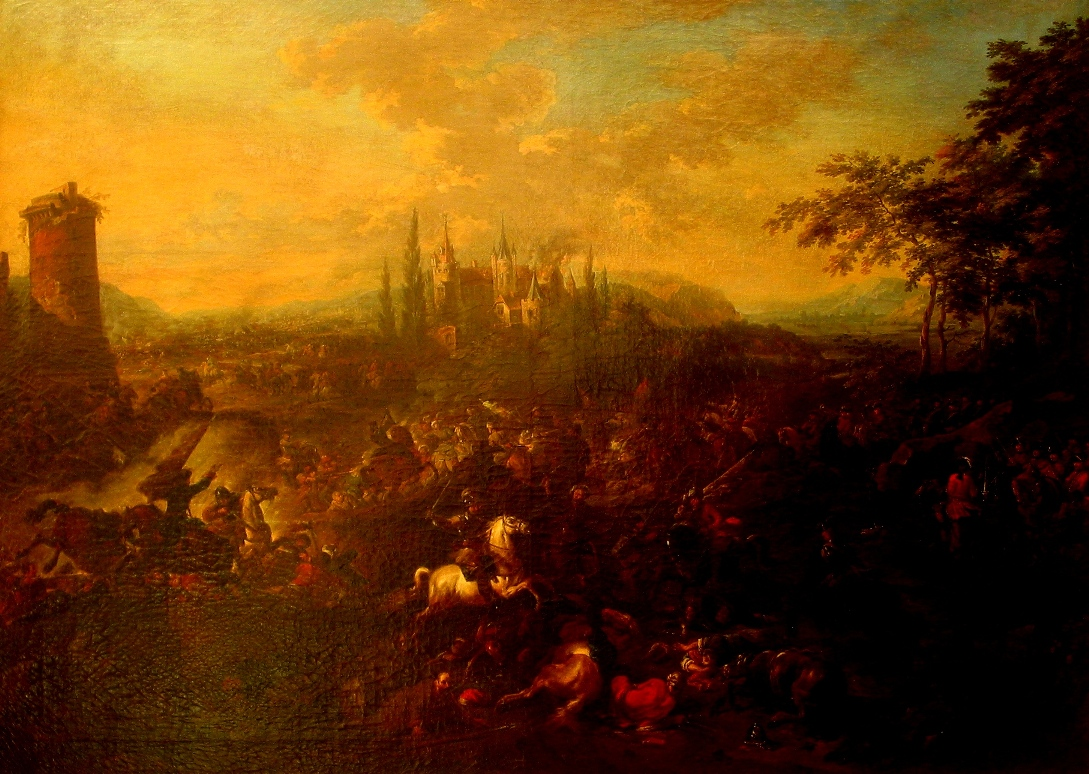
5 août : bataille de Peterwardein. Toile de Jan Pieter van Bredael

- 5 août : bataille de Peterwardein (Petrovaradin). Le grand vizir Silahdar Ali Pacha réunit 120 000 hommes à Belgrade et marche sur Peterwardein, en Slavonie, où il est écrasé par les 70 000 autrichiens du prince Eugène[14].
- 9 août : Charles XII de Suède quitte la Norvège pour protéger la Scanie[13].
- 27 août : conflit entre Pierre le Grand et son fils Alexis, opposé aux réformes. Pierre, qui a voulu le convaincre par la contrainte, a échoué (1715). Par une lettre du 27 août[22], il menace de déshériter Alexis qui, craignant pour sa vie, se réfugie auprès de l’empereur Charles VI (7 octobre) qui le cache dans le royaume de Naples. Pierre l’y fait enlever (1718)[23].

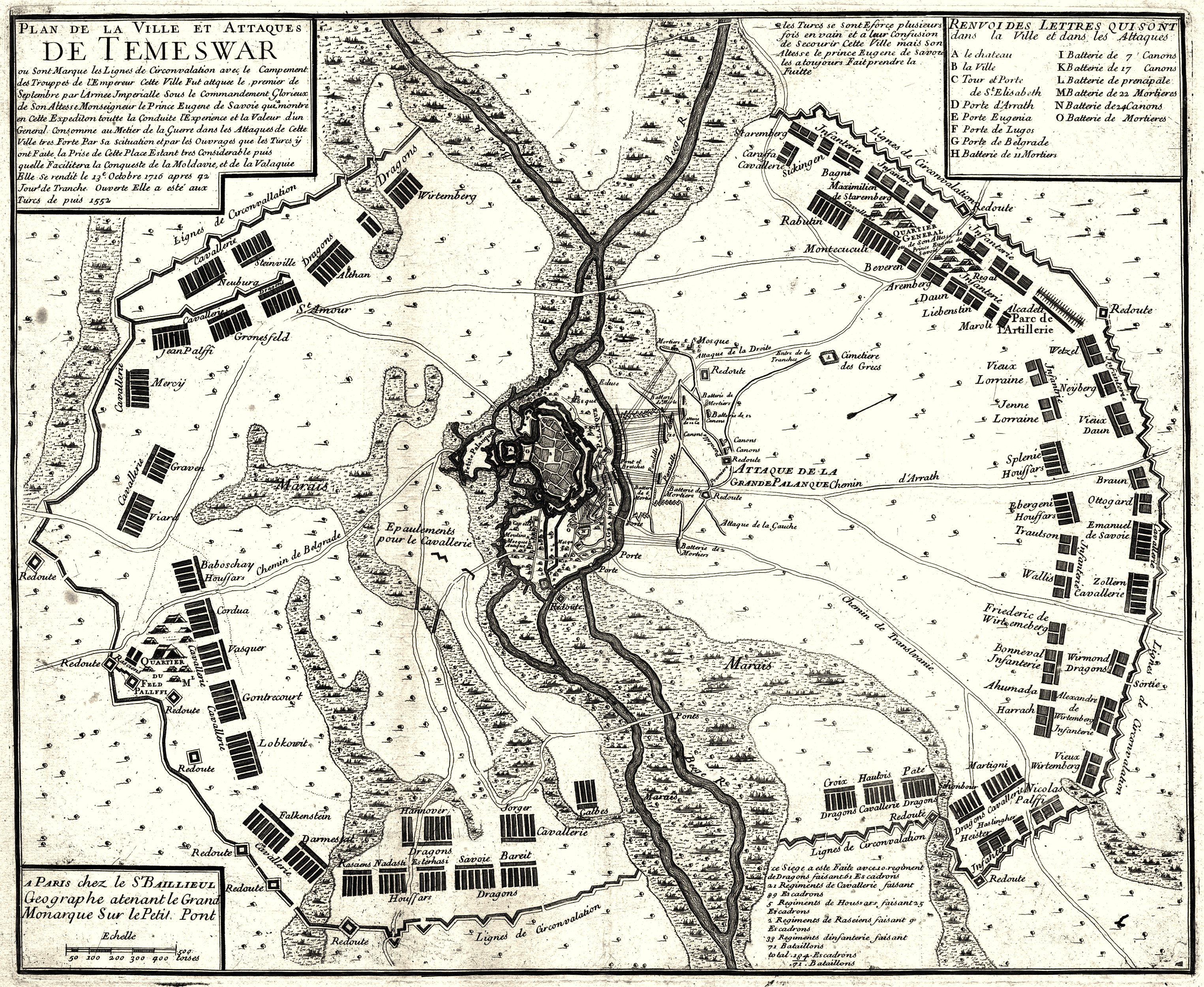
-13 octobre : siège de Temesvar

- 1er septembre : le prince Eugène met le siège devant Temesvar qui capitule à la mi-octobre[24]. Le comte de Mercy est nommé gouverneur du Banat.
- 9 octobre : traité de ligue défensive signé à Hanovre entre la France et le Royaume-Uni[25].
- 13 octobre : prise de Temesvar[26].

- 3 novembre : le traité de Varsovie, imposé par Pierre le Grand à la Diète polonaise, proclame une paix perpétuelle[27].

- 17 décembre : arrivée du tsar Pierre le Grand à Amsterdam[28]. Échec de son voyage diplomatique en Europe (1716-1717). Pierre le Grand occupe le Mecklembourg et menace le Hanovre. Georges Ier gagne son électorat.

- Fondation du fort de Omsk contre les Kazakhs[29].

## Naissances en 1716
- 12 février : Claude Émile Jean-Baptiste Litre, personnalité fictive.
- 18 février : Gaspard Fritz, violoniste et compositeur genevois († 23 mars 1783).

- 25 mars : Alexeï Antropov, peintre russe († 23 juin 1795).

- 5 avril : Jeremiah Theus, peintre américain († 17 mai 1774).
- 13 avril : L’archiduc Léopold, fils de l'empereur Charles VI, qui ne vit que quelques mois († 4 novembre)[30].

- 19 mai : Franz Ludwig Pfyffer (1716-1802), seigneur de Wyher, homme d'État, militaire, alpiniste et topographe suisse, auteur d'un plan-relief de la Suisse († 7 novembre 1802).
- 29 mai : Louis Jean-Marie Daubenton, naturaliste et médecin français, premier directeur du Muséum national d'histoire naturelle († 31 décembre 1799).
- 10 juin: Carl Gustaf Ekeberg, navigateur et cartographe suédois († 4 avril 1784).

- 18 juin : Joseph-Marie Vien, peintre, dessinateur et graveur français († 27 mars 1809).

- 13 juillet : Louis-Nicolas Van Blarenberghe, peintre français († 1er mai 1794).

- 7 décembre : Henri-Ernest de Stolberg-Wernigerode, homme politique allemand († 24 octobre 1778).

- Date inconnue :
- Josef Seger, organiste, vulgarisateur et compositeur tchèque († 22 avril 1782).

## Décès en 1716
- 3 février : Giuseppe Alberti, peintre italien (° 3 octobre 1640).
- 19 février : Yostos d'Éthiopie[2].

- 5 mai : Paolo Pagani, peintre rococo italien (° 22 septembre 1661).
- 11 mai : James Drummond, homme politique écossais puis britannique (° 1648).

- 19 juin : Tokugawa Ietsugu shogun du Japon[7] (° 8 août 1709).

- 4 juillet : Giovanni Canti, peintre baroque italien (° 5 décembre 1653).

- 3 août : Sebastián Durón, compositeur et organiste espagnol de la période baroque (° 19 avril 1660).

- 16 octobre : Domenico Guardi, peintre rococo italien (° 1678).
- 28 octobre : Stephen Fox, homme politique anglais puis britannique (° 27 mars 1627).

- 14 novembre : Gottfried Wilhelm Leibniz, philosophe, scientifique, mathématicien, logicien, diplomate, juriste, bibliothécaire et philologue allemand (° 1er juillet 1646).

- 13 décembre : Charles de La Fosse, peintre français (° 15 juin 1636).
- 20 décembre : Pietro de' Pietri, peintre italien du baroque tardif (° 1663).

- Date précise inconnue :
  - Francesco Castiglione, peintre baroque italien (° 21 décembre 1641).
  - Antonio Pittaluga,  peintre baroque italien de l'école génoise (° 1676).
  - Mao Qiling, peintre chinois (° 1623).

- Vers 1716 :
- Diego de Xáraba y Bruna, compositeur et organiste espagnol (° vers 1652).